# 1919 في الولايات المتحدة
فيما يلي قوائم الأحداث التي وقعت خلال عام 1919 في الولايات المتحدة.

## أحداث
- 15 يناير – كارثة دبس بوسطن

## سياسة

### تعيين في المنصب
- 1 يناير – آل سميث حاكم نيويورك [الإنجليزية]‏.
- 1 يناير – تشارلز توبي عضو مجلس نواب نيوهامبشير.
- 2 يناير – كالفين كوليدج حاكم ماساتشوستس [الإنجليزية]‏.
- 6 يناير – روبرت دافيس كاري حاكم وايومنغ  [لغات أخرى]‏.
- 6 يناير – كليمنت كالهون يونغ نائب حاكم كاليفورنيا [الإنجليزية]‏.
- 13 يناير – هنري جوستين الن حاكم كانساس [الإنجليزية]‏.
- 14 يناير – أوليفر هنري نيلسون شوب Governor of Colorado [الإنجليزية]‏.
- 3 مارس – بن دبليو. أولكوت حاكم ولاية أوريغون [الإنجليزية]‏.
- 4 مارس – ترومان هاندي نيوبيري عضو مجلس الشيوخ الأمريكي.
- 4 مارس – هربرت بيل عضو مجلس النواب الأمريكي.
- 5 مارس – ألكساندر ميتشل بالمر نائب عام الولايات المتحدة.
- 16 مايو – وليام نيلسون رنيون حاكم نيو جيرسي [الإنجليزية]‏.
- 16 ديسمبر – كلايد رورك هوي عضو مجلس النواب الأمريكي.

### انتهاء فترة المنصب
- 13 فبراير – إرنست ليستر حاكم واشنطن [الإنجليزية]‏.
- 3 مارس – جانيت بيرينغ رانكن عضو مجلس النواب الأمريكي.
- 3 مارس – جون ويكس عضو مجلس الشيوخ الأمريكي.

## ظهور
- 1 يناير – استيقظ!

## كتب
من الكتب التي صدرت هذه السنة في الولايات المتحدة:
- 1 يناير – اللغة الأمريكية من تأليف هنري لويس منكن.
- 1 يناير – سحر أوز من تأليف ليمان فرانك بوم.

## مواليد

### يناير
- 1 يناير – جيروم ديفيد سالينجر كاتب أمريكي.
- 1 يناير – ستان فرانكل
- 2 يناير – بياتريس هيكس مهندسة من الولايات المتحدة الأمريكية.
- 7 يناير – دوروثي براون
- 24 يناير – جون هدسون ممثل أمريكي.
- 24 يناير – كولمان فرانسيس
- 31 يناير – جاكي روبينسون

### فبراير
- 4 فبراير – جانيت والدو ممثلة أمريكية.
- 5 فبراير – تيم هولت ممثل أمريكي.
- 5 فبراير – ريد بوتونز
- 7 فبراير – ديسموند دوس
- 9 فبراير – جون أبراموفيتش لاعب كرة سلة من الولايات المتحدة الأمريكية.
- 10 فبراير – بوب مونتغومري ملاكم من الولايات المتحدة الأمريكية.
- 17 فبراير – جو هانت لاعب كرة مضرب من الولايات المتحدة.
- 17 فبراير – كاثلين فريمان ممثلة أمريكية.
- 18 فبراير – جاك بالانس
- 26 فبراير – ماسون أدامز
- 27 فبراير – تشيك هولبرت لاعب كرة سلة أمريكي.

### مارس
- 2 مارس – جنيفر جونز ممثلة أمريكية.
- 12 مارس – فرانك كامبانيلا
- 13 مارس – فاي جلين عبد الله ممرضة من الولايات المتحدة الأمريكية.
- 15 مارس – لورانس تيرني ممثل أمريكي.
- 17 مارس – نت كينغ كول
- 19 مارس – آرثر كرونكويست عالم نبات أمريكي.
- 22 مارس – دون كارلسون
- 23 مارس – ميكي روتنر لاعب كرة سلة أمريكي.
- 25 مارس – جين كاغني ممثلة أمريكية.
- 30 مارس – ويل هير ممثل أمريكي.

### أبريل
- 1 أبريل – جوزيف موراي
- 11 أبريل – هيو كاري سياسي أمريكي.
- 22 أبريل – دونالد كرام كيميائي أمريكي.

### مايو
- 3 مايو – بيت سيغر
- 6 مايو – ناثان ديفيس
- 8 مايو – ليكس باركر ممثل أمريكي.
- 8 مايو – ليون فستنغر عالم نفس أمريكي.
- 9 مايو – جون هنري كيل سياسي أمريكي.
- 10 مايو – إيلا تامبوسي غراسو سياسية من الولايات المتحدة الأمريكية.
- 17 مايو – جوزيف يبر فيزيائي أمريكي.
- 20 مايو – جورج جوبل

### يونيو
- 4 يونيو – رالف ميلارد
- 5 يونيو – جيمس شيبمان فليتشر
- 13 يونيو – ليو بروير
- 14 يونيو – جين باري
- 15 يونيو – تشارلز كامان مهندس فضاء جوي من الولايات المتحدة الأمريكية.
- 22 يونيو – غاور تشامبيون
- 23 يونيو – آر سي بيتس لاعب كرة سلة من الولايات المتحدة الأمريكية.
- 24 يونيو – المولينارو ممثل أمريكي.

### يوليو
- 1 يوليو – هربرت كالين فيزيائي أمريكي.
- 2 يوليو – إلكان بلاوت عالم كيمياء حيوية من الولايات المتحدة الأمريكية.
- 4 يوليو – ليونا هلمسلي مديرة فندق من الولايات المتحدة الأمريكية.
- 5 يوليو – وارد كوستيلو
- 11 يوليو – فرانك إم كوفين سياسي أمريكي.
- 13 يوليو – وليام فرانسيس كوين سياسي أمريكي.
- 15 يوليو – هيلين جيه. كانتور

### أغسطس
- 6 أغسطس – بولين بيتز لاعبة كرة مضرب من الولايات المتحدة.
- 9 أغسطس – ليونا وودز
- 19 أغسطس – مالكوم فوربس سياسي أمريكي.
- 25 أغسطس – جورج والاس سياسي أمريكي.
- 26 أغسطس – روني غراهام ممثل ومخرج أمريكي.

### سبتمبر
- 4 سبتمبر – هوارد موريس
- 4 سبتمبر – يوجين كينيدي
- 6 سبتمبر – ويلسون غراتباتش
- 7 سبتمبر – تشارلز روبنسون
- 8 سبتمبر – آرثر جايتون عالم وظائف أعضاء من الولايات المتحدة الأمريكية.
- 24 سبتمبر – غوردون كاربنتر

### أكتوبر
- 3 أكتوبر – جون مانديتس لاعب كرة سلة أمريكي.
- 3 أكتوبر – جيمس بوكنان جونيور عالم اقتصاد أمريكي.
- 13 أكتوبر – جاكي رون مستكشفة أمريكية.
- 24 أكتوبر – فرانك بياسيكي
- 26 أكتوبر – إدوارد بروك سياسي أمريكي.
- 27 أكتوبر – تيد لوري ملاكم من الولايات المتحدة الأمريكية.
- 31 أكتوبر – جوزيف سيسكو دبلوماسي أمريكي.

### نوفمبر
- 2 نوفمبر – ماري مورساوا عالمة أمريكية في مجال مورفوجيا الأرض.
- 3 نوفمبر – بيرت فريد ممثل أمريكي.
- 4 نوفمبر – مارتن بلسم
- 19 نوفمبر – لوليتا ليبرون سياسية من الولايات المتحدة الأمريكية.
- 21 نوفمبر – ستيف برودي
- 26 نوفمبر – روبرت أولاف دبلوماسي أمريكي.

### ديسمبر
- 4 ديسمبر – فرانك كوفاكس لاعب كرة مضرب أمريكي.
- 6 ديسمبر – جيمي بيفينس ملاكم من الولايات المتحدة الأمريكية.
- 6 ديسمبر – كلايد كوان
- 9 ديسمبر – ويليام ليبسكوم
- 10 ديسمبر – هاريسون وليامز سياسي أمريكي.
- 19 ديسمبر – مات زونيك لاعب كرة سلة أمريكي.
- 21 ديسمبر – برنار ت فيلد عالم نووي من الولايات المتحدة الأمريكية.
- 31 ديسمبر – جورج وود

## وفيات

### يناير
- 6 يناير – ثيودور روزفلت (مواليد 1858) الرئيس ال26 للولايات المتحدة الأمريكية و قد شغل أعمال أخرى أيضاً.
- 8 يناير – جيمس فرانكلين بيل (مواليد 1856) ضابط من الولايات المتحدة الأمريكية.

### فبراير
- 3 فبراير – إدوارد تشارلز بيكرنج (مواليد 1846) عالم فلك أمريكي.
- 4 فبراير – جون كولتر بيتس (مواليد 1842)
- 21 فبراير – ماري ووكر (مواليد 1832)

### مايو
- 6 مايو – ليمان فرانك بوم (مواليد 1856)
- 14 مايو – هنري جون هاينز (مواليد 1844)
- 29 مايو – روبرت بيكون (مواليد 1860) دبلوماسي أمريكي.

### يونيو
- 3 يونيو – وليام جيلسون فارلو (مواليد 1844) عالم نبات أمريكي.
- 5 يونيو – جوزيف أليكسندر ألتشيلر (مواليد 1862)

### سبتمبر
- 6 سبتمبر – لافاييت فونك (مواليد 1834) سياسي أمريكي.
- 9 سبتمبر – جون ميتشيل (مواليد 1870)
- 14 سبتمبر – جوردون جاي روسل (مواليد 1859) سياسي أمريكي.

### نوفمبر
- 23 نوفمبر – هنري جانت (مواليد 1861) مهندس أمريكي.